# Nymphaea conardii
Nymphaea conardii är en näckrosväxtart som beskrevs av J.H. Wiersema. Nymphaea conardii ingår i släktet vita näckrosor, och familjen näckrosväxter. Inga underarter finns listade i Catalogue of Life.